# Покатигорошек (мультфильм, 1990)
«Покатигорошек» — советский мультфильм, выпущенный в 1990 году киностудией Беларусьфильм.
По мотивам белорусской народной сказки о богатыре по имени Покатигорошек.

## Сюжет
Сказочный богатырь Покатигорошек, родившийся из горошины, отправляется на поиски своей сестры и побеждает Змея Шкурупея, похитившего её.

## Съёмочная группа
| Режиссёр-постановщик | Евгений Ларченко                                                                         |
| Автор сценария       | Дмитрий Якутович, Евгений Ларченко                                                       |
| Оператор-постановщик | Михаил Комов                                                                             |
| Художник-постановщик | Александр Тихонович                                                                      |
| Композитор           | Вячеслав Кузнецов                                                                        |
| Художники            | В. Подобед, Д. Машков, Е. Лось, В. Щегольков                                             |
| Роли озвучивали      | Владимир Сичкарь, Иннокентий Сичкарь, Алексей Булдаков, Александр Кашперов, Юрий Казючиц |
| Звукооператор        | Сергей Чупров                                                                            |
| Монтаж               | Г. Будник                                                                                |
| Ассистент режиссёра  | Г. Поночевная                                                                            |
| Ассистент оператора  | С. Шемионко                                                                              |
| Редактор             | Дмитрий Якутович                                                                         |
| Директор             | Леонарда Зубенко                                                                         |